# Dobričevo
Dobričevo (en serbe cyrillique : Добричево ; en hongrois : Udvardszallas) est un village de Serbie situé dans la province autonome de Voïvodine. Il fait partie de la municipalité de Bela Crkva dans le district du Banat méridional. Au recensement de 2011, il comptait 194 habitants.

## Géographie

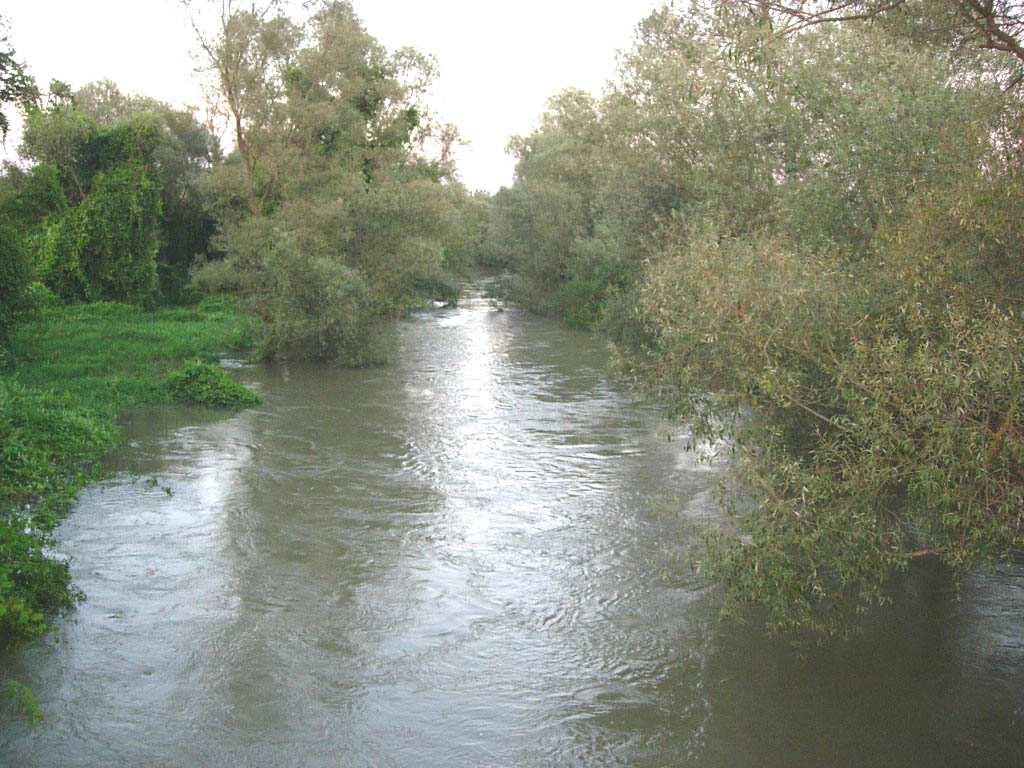
La rivière Karaš près de Dobričevo

## Démographie

### Évolution historique de la population
| 1948 | 1953 | 1961 | 1971 | 1981 | 1991 | 2002 | 2011 |
| ---- | ---- | ---- | ---- | ---- | ---- | ---- | ---- |
| 368  | 414  | 408  | 334  | 306  | 265  | 226  | 194  |

|  |